# Ruisseau du Mayne
Die Mayne (französisch: Ruisseau du Mayne)  ist ein kleiner Fluss im Südwesten von Frankreich, der im Département Corrèze der Region Nouvelle-Aquitaine nordwestlich der Stadt Brive-la-Gaillarde verläuft.

## Geografie

### Verlauf
Die Mayne entspringt im Gemeindegebiet von Saint-Sornin-Lavolps, verläuft generell Richtung Süden und mündet nach rund 18 Kilometern an der Gemeindegrenze von Objat und Vars-sur-Roseix als linker Nebenfluss in den Roseix. Die Mayne begleitet in unterschiedlichen Abständen die Bahnstrecke Nexon–Brive-la-Gaillarde im Westen.

### Orte am Fluss
(Reihenfolge in Fließrichtung)
- Le Combeau, Gemeinde Saint-Sornin-Lavolps
- Le Mas, Gemeinde Saint-Sornin-Lavolps
- Le Champ, Gemeinde Concèze
- Lascaux
- La Fromagerie, Gemeinde Chabrignac
- Saint-Bonnet-la-Rivière
- Saint-Cyr-la-Roche
- Objat